# Little Ouse River
Little Ouse River är ett vattendrag i Storbritannien.   Det ligger i riksdelen England, i den sydöstra delen av landet, 110 km norr om huvudstaden London.